# Уматилла
Уматилла (Columbia River Sahaptin, Ichishkíin, Umatilla) - вымирающая разновидность языка сахаптин, который является частью сахаптинской подсемьи плато-пенутийской группы, на котором говорит народ уматилла, проживающий в деревне Топпениш резервации Якима на юге центральной части штата Вашингтон в США. Он был распространён в коренные времена вдоль реки Колумбия и поэтому также называется колумбийский сахаптин. Некоторые источники говорят, что название уматилла происходит от imatilám-hlama: hlama означает "те, кто живёт в" или "народ (чего)" и в настоящее время ведутся споры о значении imatilám, но это, как говорят, остров на реке Колумбия. Б. Ригсби и Н. Руд упомянули деревню ímatalam, которая была расположена на устье реки Уматилла и где на языке говорили.
Народ уматилла перешёл на английский язык.